# Patrimoni net
El patrimoni net és el valor de tots els actius financers i no financers propietat d'una persona o institució menys el valor de tots els seus passius pendents. Com que els actius financers menys els passius pendents són iguals als actius financers nets, el patrimoni net també es pot expressar convenientment com a actius no financers més actius financers nets. Pot aplicar-se a empreses, particulars, governs o sectors econòmics com el sector de les societats financeres o a països sencers.

## Per entitat

### Càlcul
El patrimoni net és una combinació d'actius i passius financers. Els actius financers que contribueixen al patrimoni net són habitatges, vehicles, diversos tipus de comptes bancaris, comptes del mercat monetari i accions i bons. Els passius són obligacions financeres com ara préstecs, hipoteques i comptes a pagar que esgoten els recursos.

### Empreses
El patrimoni net dels negocis també es coneix com a capital. Generalment es basa en el valor de tots els actius i passius al valor comptable que és el valor expressat als estats financers. En la mesura que les partides del balanç no expressin el seu valor real (de mercat), el patrimoni net també serà inexacte. En llegir el balanç, si les pèrdues acumulades superen el patrimoni net, el patrimoni net esdevé negatiu.
El valor net en aquesta formulació no expressa el valor de mercat d'una empresa; una empresa pot valer més (o menys) si es ven amb una empresa en funcionament.
El patrimoni net enfront del deute és un aspecte important dels préstecs empresarials. Els propietaris d'empreses han de "comerciar amb capital" per augmentar encara més el seu patrimoni net.

### Particulars
Per als individus, el patrimoni net o la riquesa es refereix a la posició econòmica neta d'un individu: el valor dels actius de l'individu menys els passius. Alguns exemples d'actius que un individu tindria en compte en el seu patrimoni net inclouen comptes de jubilació, altres inversions, habitatges i vehicles. Els passius inclouen tant deute garantit (com ara una hipoteca d'habitatge) com deute no garantit (com deute de consum o préstecs personals). Normalment, els actius intangibles, com ara els títols educatius, no es tenen en compte en el patrimoni net, tot i que aquests actius contribueixen positivament a la posició financera general d'un.
Per a una persona difunta, el valor net es pot utilitzar per al valor del seu patrimoni que estigui al seu testament.
Les persones amb un patrimoni net considerable es descriuen a la indústria dels serveis financers com a persones amb un patrimoni net elevat i persones amb un patrimoni net molt alt.
En finances personals, conèixer el patrimoni net d'una persona pot ser important per entendre la seva situació financera actual i donar un punt de referència per mesurar el progrés financer futur.

### Governs
Els balanços de situació que inclouen tots els actius i passius també es poden construir per als governs. En comparació amb el deute públic, el patrimoni net d'un govern és una mesura alternativa de la fortalesa financera del govern. La majoria dels governs fan servir un sistema de comptabilitat basat en la meritació per tal de proporcionar una imatge transparent dels costos operatius del govern. Altres governs poden fer servir la comptabilitat d'efectiu per a preveure millor els futurs esdeveniments fiscals. Tanmateix, el sistema basat en la meritació és més eficaç quan es tracta de la transparència general de la despesa d'un govern. Les organitzacions governamentals massives confien en una comptabilitat coherent i eficaç per identificar el valor net total.

### Països
El patrimoni net d'un país es calcula com la suma del patrimoni net de totes les empreses i persones que resideixen en aquest país, més el patrimoni net del govern. Pel que fa als Estats Units, aquesta mesura s'anomena posició financera i va ascendir a 123,8 bilions de dòlars el 2014.

### Importància
El patrimoni net és una representació d'on es troba financerament. Això es pot ser útil per ajudar a crear pressupostos, influir en la despesa intel·ligent, motivar a un a pagar el deute i pot motivar algú a estalviar i invertir. També és important tenir en compte el patrimoni net a l'hora de considerar la jubilació.